# El Tonelero
El Tonelero (Pasaje del Tonelero o Paso del Tonelero) es un paraje ubicado en el partido de Ramallo, situado al noroeste de la provincia de Buenos Aires a orillas del río Paraná, Argentina.

## Población
Durante el censo nacional del INDEC de 2010 fue considerada como población rural dispersa. Contaba con 24 habitantes en 2013.lAU

## Historia
El lugar es conocido por haber sido escenario de varias batallas navales.
El 9 de enero de 1846, en el marco del bloqueo anglo-francés del Río de la Plata, y 50 días después de la derrota en la Vuelta de Obligado (20 de noviembre de 1845), el general Lucio Norberto Mansilla construyó baterías defensivas frente al paso del Tonelero (entre Ramallo y San Nicolás), y logró atacar a los buques enemigos y causarles serias averías.
Cinco años después, el 17 de diciembre de 1851, el mismo Mansilla libró la batalla del Paso del Tonelero, en que atacó a siete barcos invasores brasileños que remontaban el río Paraná. Se trataba de una división del Brasil que iba a reunirse con el ejército de traidores y unitarios que preparaba el general argentino Justo José de Urquiza para derrocar a Rosas. Los brasileños lograron pasar, pero con muchas bajas. 

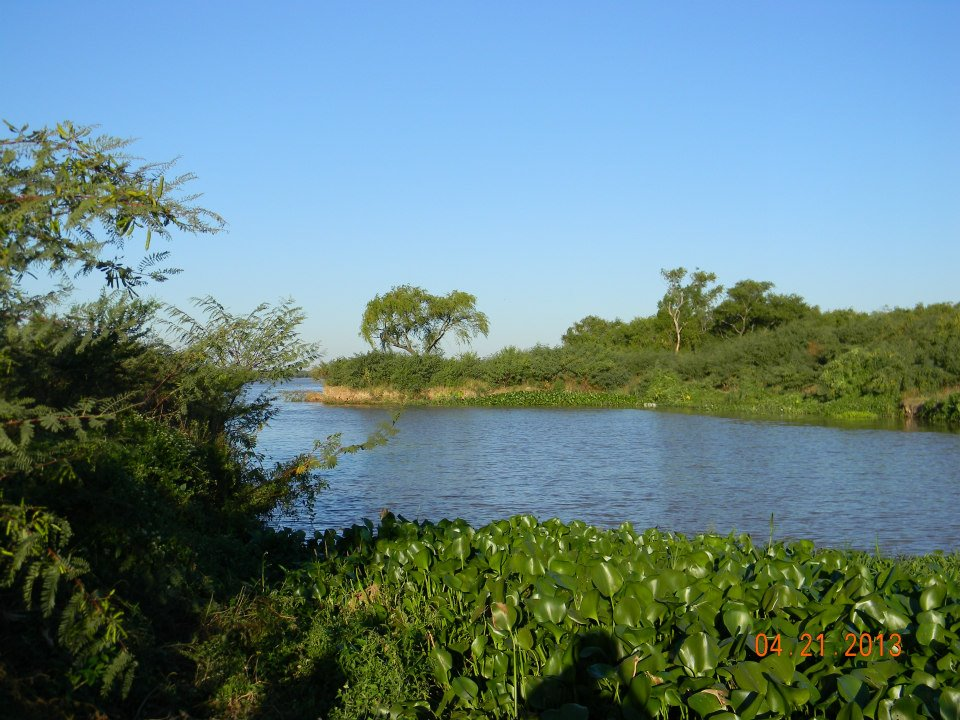
El río Paraná a su paso por el paraje natural El Tonelero, en el partido de Ramallo (provincia de Buenos Aires).

## Investigaciones sobre el lugar exacto del sitio histórico
El 8 de abril de 2012 se anunció que un grupo de arqueólogos de la Universidad Nacional de Luján realizarán trabajos de prospección en la búsqueda de restos arqueológicos pertenecientes a algunas de las batallas que se libraron en El Tonelero.

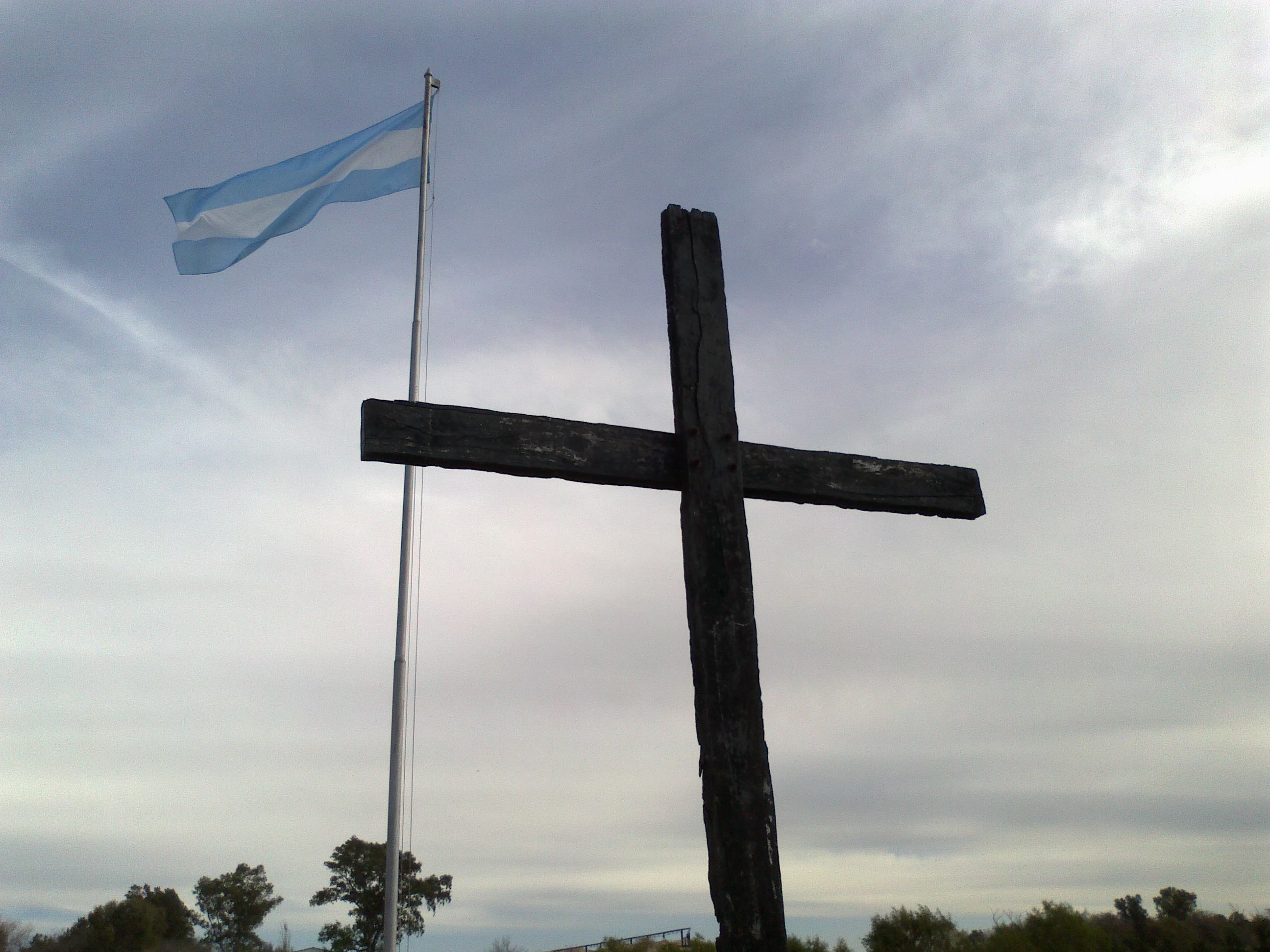
Cruz ubicada en el paraje El Tonelero que conmemora la Batalla del mismo nombre. En la parte de abajo de la Cruz hay una placa donde se puede leer: «En memoria de los combatientes caídos por la soberanía en las batallas del Tonelero».

En la sesión del Concejo Deliberante de Ramallo del 9 de junio de 2013 se aprobó por mayoría un proyecto de resolución que generó polémica entre algunos vecinos y los concejales que votaron a favor del mismo. La resolución le pide al gobernador de la provincia de Buenos Aires, Daniel Scioli la declaración de El Tonelero como sitio histórico pero no en el lugar actual sino desplazándolo a otra ubicación. Este proyecto fue aprobado por mayoría y tras su votación se generó polémica con los vecinos de la ONG «Unidos Por la Vida y el Medio Ambiente» que se oponen a la radicación del puerto en esa zona de El Tonelero, ya que no se esperó a las conclusiones finales del estudio de la Universidad Nacional de Luján, sobre la verdadera ubicación del paraje donde se libró dicha batalla.

## Proyectos de ley para declarar el sitio Histórico
El proyecto presentado por los diputados Roberto Filpo y Graciela Rego el 5 de octubre de 2012 solicitaba declarar sitio histórico provincial al paraje  “El Tonelero”, ubicado en el partido de Ramallo e incorporarlo así al patrimonio cultural de   la Provincia de Buenos Aires.
Mediante un proyecto de autoría conjunta, los legisladores ramallenses lograron que la Cámara de Diputados diera media sanción a la propuesta legislativa que reconoce al Paraje El Tonelero, como sitio histórico.
El 15 de diciembre de 2012 el gobierno local de Ramallo sostiene que esa declaración impedirá que se puedan instalar el puerto Multirubro y astillero, en ese lugar. Por tal motivo el intendente municipal se reunió con funcionarios provinciales para trasladarle la inquietud y pedirles que lo veten.
El 24 de enero de 2013 la Municipalidad de Ramallo recibió el decreto provincial mediante el cual el gobernador Daniel Scioli vetó el proyecto de ley sancionado por la Legislatura Bonaerense mediante el cual se declaraba Sitio de Interés Histórico Provincial al pasaje El Tonelero.
Veto del poder ejecutivo provincial a la Ley que Declara Sitio Histórico al Tonelero

## Conflicto actual en El Tonelero
La problemática actual de El Tonelero se centra en las intenciones por parte del ejecutivo municipal de facilitar la instalación de un puerto multipropósito y con ello la radicación de una fábrica de agroquímicos de nombre Ponal perteneciente a PTP Group.

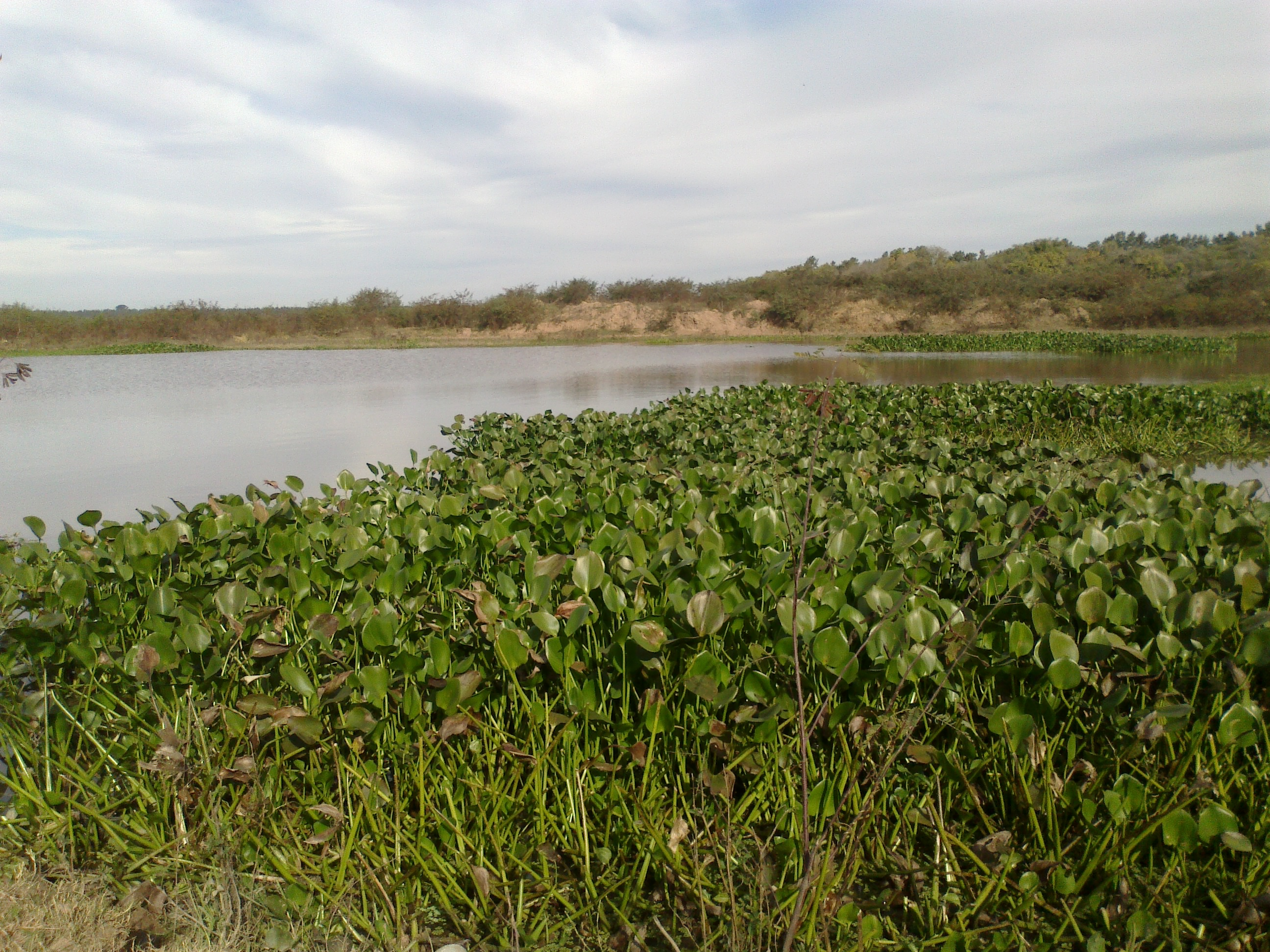
Vegetación autóctona en el humedal de El Tonelero.

El 2 de abril de 2013 la ONG «Unidos Por la Vida y el Medio Ambiente» manifestó en un comunicado de prensa los motivos por los cuales se oponían al puerto multipropósito por los siguientes motivos: 
«Si bien estamos a favor de la creación de nuevas industrias de la clase 1 (ley 11459 art. 15) reguladas, controladas y fiscalizadas por los organismos y autoridades pertinentes que garanticen un desarrollo sustentable, que proteja la salud de los habitantes y del medio ambiente, las industrias de clase 2 y 3 de alto riesgo («peligrosos porque su funcionamiento constituye un riesgo para la seguridad, salubridad e higiene de la población u ocasiona daños graves a los bienes y al medio ambiente») tienen su sitio previsto de radicación en el Partido en la Zona clase D conocida como parque industrial COMIRSA, por lo tanto rechazamos el emplazamiento de PONAL S.A. en el paraje el Tonelero por peligroso para la salud de los pobladores e improcedente dado que ya existe una ubicación prevista acorde a estos fines. El paraje el Tonelero, constituye un sitio Histórico, emblema de nuestra Soberanía y un lugar natural calificado como Humedal con diversidad de flora y fauna única en la zona, estos atributos del lugar se verían seriamente afectados con la construcción de este puerto con el riesgo de producir un daño irreversible».
El 1 de mayo de 2013, el intendente de Ramallo, anunció que había acordado con el presidente de PTP Group, Guillermo Misiano y el gobernador de la provincia de Buenos Aires Daniel Scioli, un proyecto de inversión para la construcción de dos Puertos Multipropósito.
PTP group (Ponal) planea construir 10 tanques de 25 m de diámetro, con una capacidad nominal de 65 000 m³, ampliables a 52 000 m³ adicionales, aptos para el almacenaje de combustibles, biocombustibles, fertilizantes líquidos y aceites vegetales.
Diversos grupos de ciudadanos incluyendo ONG ambientalistas critican este proyecto del ejecutivo municipal. Principalmente se oponen a la destrucción del sitio histórico (véase Batalla del Paso del Tonelero) y a la destrucción del humedal virgen, además de la contaminación que representa la fabricación y el acopio de agroquímicos altamente tóxicos, con el consiguiente riesgo de contaminación y evenenamiento del río Paraná.
El periodista nicoleño Javier Tisera se refirió al puerto multirubro y afirmó que Santalla miente cuando le dice a los ramallenses que van a tener un puerto. Tisera en relación con Santalla y al puerto multirubro aseveró: «Yo quiero que no le mientan más a Ramallo. Porque el puerto no va a ser de Ramallo, va a ser de Misiano, de Ponal. Cuando el intendente (por Santalla), que ya se desencajó y perdió la cordura política si es que alguna vez la tuvo, lo que dice es que Ramallo va a tener un puerto. ¡Mentira! Ramallo tiene agua en muy mal estado y van a poner un segundo puerto privado en Ramallo por si faltaban fertilizantes en Ramallo, les van a meter fosfato, urea y ¿saben donde lo van a tirar? al río, donde tienen la boca de extracción para potabilizar el agua».
Una de las consecuencias del proyecto municipal es nombrar como lugar histórico, es acotar el sitio histórico a la parcela formada por el cuartel V, y omiten el cuartel IV, que es adonde está la cruz y adonde más restos arqueológicos se encontraron, para despejar ese terreno para la empresa privada. Algunos ciudadanos critican esa acción ya que según ellos es una maniobra para lograr que el asunto del sitio histórico de la Batalla no interfiera con la instalación del puerto y de la fábrica de Ponal.
El 28 de mayo de 2013 se conoció la resolución de la Fiscalía General de San Nicolás que rechazó el pedido de desalojo de los habitantes de El Tonelero.
El 15 de junio de 2013, los vecinos autoconvocados nucleados en la ONG «Unidos Por la Vida y el Ambiente» se manifestaron frente al galpón perteneciente a la firma Ponal que se encuentra a metros del puente Marconi, en el Camino de la Costa. En dicha protesta expresaron su rechazo a la declaración de sitio histórico del cuartel V, denunciaron la entrega del patrimonio histórico y natural y reafirmaron su postura de que el sitio histórico se encuentra en los terrenos donde se pretende instalar el puerto multirubro. El integrante de dicha ONG, el veterinario Fernando Huarte dijo que «esto es la punta de lanza de un proyecto que no tiene en cuenta al medioambiente, esta empresa que está a nuestras espaldas, nadie sabe bien qué es, no tiene identificación y lo que sabemos es que se encarga de manejar fertilizantes sólidos y líquidos».
Vías de acceso: RN 9 y RP 51.